# Corfitz Ulfeldt (søofficer)
 Der er flere personer med dette navn, se Corfitz Ulfeldt (flertydig).
Corfits Mogensen Ulfeldt (ca. 1600 - oktober 1644) var en dansk søofficer. Han var fætter til den mere berømte landsforræder Corfitz Ulfeldt. Han er kendt i hvalfangstens historie som den person, der drev franskmændene væk fra Spitsbergen. Ulfeldt kæmpede og døde senere i Torstenssonfejden.
 Han deltog bl.a. i søslaget på Kolberger Heide og slaget ved Femern, hvor han blev taget til fange.